# 恩氏單棘躄魚
恩氏單棘躄魚（學名：Chaunax endeavouri），為輻鰭魚綱鮟鱇目單棘躄魚亞目單棘躄魚科的其中一種，為深海底棲魚類，分布於西南太平洋的澳洲海域，為特有種，棲息深度50-450公尺，體長可達22公分，棲息在泥底質的大陸棚及大陸坡，生活習性不明。

## 扩展阅读
維基物種上的相關：恩氏單棘躄魚